# Gesellschaft für germanistische Sprachgeschichte
Die Gesellschaft für germanistische Sprachgeschichte (GGSG) e. V. ist eine germanistische Fachgesellschaft, die am 9. Mai 2008 in Graz gegründet wurde.
Die GGSG will die germanistische Sprachgeschichte in universitärer Forschung und Lehre sowie in Schule und Unterricht, aber auch in der gesamtgesellschaftlichen Wahrnehmung unterstützen. Sie hat sich deshalb das Ziel gesetzt, die Relevanz einer aktuellen germanistischen Sprachgeschichtsforschung innerhalb der Germanistik (deren Gegenstandsbereich sich immer weiter ausweitet) zu akzentuieren und nachhaltig zu verankern.
Die GGSG führt regelmäßig Fachtagungen durch und verleiht den Peter von Polenz-Preis für die beste Nachwuchsarbeit auf dem Gebiet der germanistischen Sprachgeschichte. Die Jahrbücher erscheinen seit 2010 im Verlag Walter de Gruyter.